# Мухаммед, Назар (инженер)
Назар Мухаммед (другая транскрипция — Назар Мохаммад; родился в 1948, Зурмат, провинция Пактия) — афганский военный и государственный деятель, генерал-полковник.

## Биография
По национальности — пуштун. Получил среднее образование в лицее «Ибн Сина», окончил инженерный факультет Кабульского университета, в 1977—1978 стажировался в ФРГ.
В 1970 служил в армии. В 1971—1973 работал в техническом отделе государственной электрической компании «Брешна моассеса». В 1973—1974 — инженер-строитель на сооружении ГЭС Каджаки на реке Гильменд. В 1974—1976 — начальник Кабульского управления по сооружению линий электропередачи, руководил монтажом третьей электроподстанции. В 1965 вступил в Народно-демократическую партию Афганистана (фракция «Хальк»). Сторонник Нур Мухаммеда Тараки, женился на его племяннице. Конфликтовал с Хафизуллой Амином, в связи с чем в середине 1970-х годов исключался из партии.
После государственного переворота 1978 — так называемой Саурской (Апрельской) революции — был назначен директором компании «Брешна моассеса». С усилением влияния Амина был переведён на дипломатическую работу. В сентябре 1978 — октябре 1979 — посол Афганистана в ФРГ.
После ввода советских войск в Афганистан был назначен министром общественных работ (с января 1980 до марта 1986). В 1986−1989 — министр строительства. Был членом ЦК НДПА и Революционного совета, с 18 марта 1989 — член политбюро ЦК НДПА, с 25 октября 1989 — секретарь ЦК НДПА. Во время мятежа Таная — конфликта части «халькистов» с президентом Наджибуллой — поддержал своего земляка Наджибуллу. В 1990—1992 — член исполнительного бюро центрального совета партии Отечества (Ватан, бывшей НДПА), заместитель председателя партии.